# 軟吻魮
軟吻魮（学名：Poropuntius chondrorhynchus）是輻鰭魚綱鯉形目鯉科頭孔無鬚魮屬的其中一個種，分布於亞洲湄公河及湄南河流域，棲息在中底層水域。